# پیمان‌نامه مئاندر
در دوران داریوش دوم، عهدنامه سوم با یونانیان چون که تیسافرن می خواست در طی جنگ‌های پلوپونز ناوگان خود را در آنجا نگه دارد، عهدنامه سوم و کامل تری را این بار با فارناباز (فرناباز) و برادرانش که در قدرت با او سهیم بودند، منعقد کردند:
« در سال سیزدهم سلطنت داریوش شاه و حضور افورشیپ آلکسی پیداس در اسپارت، این عهدنامه در دشت مئاندر میان اسپارتیان و متحدان ایشان با تیسافرن، هیرامن و پسران فارناک منعقد می‌گردد ...
سرزمین شاه در آسیا به شاه تعلق خواهد داشت؛ و شاه در مورد سرزمین خود هر اقدامی که مایل باشد می‌تواند انجام دهد.
اسپارتیان و متحدان ایشان به هیچ اقدام خصومت‌آمیز علیه شاه، و شاه علیه ایشان دست نخواهند زد ...
تیسافرن هزینه نگهداری ناوگان کنونی را تا زمان رسیدن کشتی‌های شاه فراهم خواهد کرد؛ پس از آن، اسپارتیان و متحدان ایشان اگر مایل باشند می‌توانند کشتی‌های خود را حفظ کنند؛ و اگر از تیسافرن بخواهند که هزینه نگهداری آن‌ها را تقبل کند، او به عنوان قرض قابل بازپرداخت بدون بهره تا پایان جنگ این کار را انجام خواهد داد.